# Holmen Iggesund
Holmen Iggesund är ett svenskt industriföretag inom skogs- och pappersindustrin, och en del av Holmenkoncernen sedan 1988. Holmen Iggesund tillverkar kartong till förpackningar och grafiska ändamål. Förutom bruket i Iggesund äger Holmenkoncernen även bruk i Workington i Storbritannien samt Strömsbruk i Sverige. Holmen Iggesund är i princip helt självförsörjande vad gäller såväl råvara som energi.

## Historik
Iggesund har under många år varit en industriort. Företaget grundades ursprungligen 1685 som ett järnbruk, av den franska affärsmannen Isak Breant. År 1721 brändes delar av bruket ner under Rysshärjningarna. Året efter köptes bruket av Abraham Grill den äldre. År 1771 köpte Iggesunds bruk Östanå pappersbruk och drev det tills det förstördes i en brand 1842. Under 1800-talets första 70 år bytte Iggesunds bruk ägare fyra gånger innan man blev uppköpta av ägaren till Österbybruk och Strömbacka bruk, Per Adolf Tamm. År 1870 uppfördes en större vattensång, och 1876 blev Gustaf Tamm dess förste disponent. År 1903 såldes Iggesunds bruk till Hudiksvalls Trävaru AB, och 1921 tog Gunnar Sundblad över rollen som disponent. År 1949 introducerades bruket på Stockholmsbörsen och 1951 köpte man kemiföretaget Elektrokemiska aktiebolaget (EKA). År 1956 efterträddes Sundblad av sin son, Lars Sundblad, som kom att bli den som 1963 inriktade Iggesunds bruk på kartongtillverkning.År 1965 köpte man Boxholms bruk, år 1967 köptes Strömsbruks sulfitfabrik och Stocka sågverk. År 1971 tog Iggesunds bruk en andra kartongmaskin i drift och 1979 lade man ner sulfitproduktionen i Strömsbruk och ersatte den med en maskinlinje för plastbeläggning av kartong. År 1983, efter ett par års strid mellan Billerudkoncernen och Mo och Domsjö AB, köptes Iggesund av Mo och Domsjö AB. Strax därefter lade man ner de sista delarna av järnbruksverksamheten. År 1984 byggde Iggesunds bruk och Mo och Domsjö AB en gemensam anläggning för tillverkning av kemitermomekanisk pappersmassa. År 1985-1986 såldes EKA till Nobel Industrier och Iggesund köpte in sig i Holmens bruk AB genom att man förvärvade 11 % av Holmens aktier. År 1987 utökade Iggesunds bruk och Mo och Domsjö AB sitt aktieinnehav i Holmen till man fick kontroll över nästan 80 procent av rösterna och 40% av kapitalet. Samma år förvärvade Iggesunds bruk det brittiska företaget Thames Board Mills i Purfleet i Essex, med detta förvärv kom även sågverket Workington Sawmills i Workington i Cumbria. År 1988 fusionerades Iggesunds bruk, Mo och Domsjö AB och Holmens bruk AB i Holmenkoncernen efter att ägarna till Mo och Domsjö AB förvärvade över 90% av bolagen.